# Kerstin Isberg
Kerstin Isberg, senare Danielson, född 23 augusti 1913 i Karlskrona, död 19 november 1984 i Solna, var en svensk simmare. Hon kom på nionde plats i 200 meter bröstsim vid Olympiska sommarspelen 1936 i Berlin.

## Familj
Isbergs far var seglaren Paul Isberg som tog OS-guld i grenen 1912. Hon är mor till journalisten Annika Danielson.